# Saxifraga sphaeradena
Saxifraga sphaeradena är en stenbräckeväxtart som beskrevs av H. Sm.. Saxifraga sphaeradena ingår i Bräckesläktet som ingår i familjen stenbräckeväxter. Inga underarter finns listade i Catalogue of Life.